# Optics
Optics — второй альбом чикагской индастриал группы I:Scintilla, дебютный полноформатный альбом на бельгийском лейбле Alfa Matrix, выпущен в 2007 году. Альбом выпущен с бонусным диском ремиксов, сделанных такими группами, как Combichrist, Clan of Xymox и другими.

## Список композиций
1. «Cursive Eve» — 5:33
2. «Toy Soldier» — 3:53
3. «The Bells» — 4:32
4. «Melt» — 5:22
5. «Translate» — 4:01
6. «Scin» — 4:33
7. «Machine Vision» — 4:37
8. «Havestar» — 4:37
9. «Ultravioletfly» — 4:07
10. «Silhouette» — 4:15
11. «Taken» — 4:38
12. «Salt of Stones» — 4:52

## Список композиций бонусного CD
1. The Bells (Angelspit Mix) — 4:59
2. Scin (Clan of Xymox Mix) — 5:33
3. Havestar (Combichrist Mix) — 4:41
4. Cursive Eye (Zero Tolerance Treatment by Deathboy) — 5:25
5. The Bells (Ego Likeness Mix) — 6:01
6. Taken (En Take Mix by En Esch) — 5:51
7. The Bells (Interface Mix) — 5:18
8. Translate (Broken Reception Mix by Manufactura) — 4:47
9. Havestar (LA Malediction Mix by Mortis) — 4:29
10. Capsella (Stochastic Theory Mix) — 4:36
11. Scin (Tolchock Mix) — 5:12
12. Taken (Shaken Mix by En Esch) — 5:28

## Участники записи
- Brittany Bindrim вокал (с сентября 2003)
- Jim Cookas гитара (с октября 2002)
- Vincent Grech барабаны (с февраля 2006)